# CSS Georgia (croiseur)
Pour les autres navires du même nom, voir USS Georgia.
Le CSS Georgia  est un navire de guerre de la Confederate States Navy (Marine de Guerre des États Confédérés d'Amérique) lancé en 1862. Commissionné le 9 avril 1863, il combattit lors de la guerre de Sécession. Capturé par les nordistes en 1864, il est transformé en navire marchand. Il fait naufrage en 1875.

## Construction
Il est construit en 1862 comme navire marchand rapide, le Japan. Le gouvernement sudiste en fait l'acquisition en 1863 et en fait un croiseur en l'équipant de 5 canons à âme lisse et le rebaptise CSS Georgia.

## Carrière
Il hisse le pavillon confédéré le 9 avril 1863 et reçoit mission de courir sus aux navires de commerce nordistes où qu'ils se trouvent. En octobre, il a déjà capturé 9 prises.
Le 15 août 1864, il est capturé par la frégate USS Niagara, au large des côtes portugaises. Il est vendu comme prise de guerre à Boston, redevenant navire marchand mais conservant son nom.
En 1870, il est immatriculé au Canada. Il fait naufrage en janvier 1875 sur les côtes du Maine.

## Sources
- (en) Cet article est partiellement ou en totalité issu de l’article de Wikipédia en anglais intitulé « CSS Georgia (cruiser) » (voir la liste des auteurs).